# Lambert Yzermans
Lambert Yzermans (Stokkem, 9 september 1903 - aldaar, 4 januari 1978) was een Vlaams naïef kunstschilder. Stokkem is een stadje dat bij de fusiegemeente Dilsen-Stokkem behoort. Zijn achternaam wordt ook als IJzermans gespeld.
Hij was gehuwd met Elisa Beuten en samen kregen ze 11 kinderen en 17 kleinkinderen.
Tijdens zijn leven heeft Lambert tal van beroepen uitgeoefend. Van slager over mijnwerker tot mandenvlechter. Schilderen was zijn grote hobby. 120 werken heeft hij gerealiseerd. Dit waren er van uiteenlopende soort maar ze kunnen wel allemaal geplaatst worden in het segment van de naïeve kunst. Zijn inspiratie haalde hij uit het dagelijkse leven. Vooral enkele stillevens hebben een groot verhaal bij het doek. Hij probeerde telkens nieuwe dingen, portretten, landschappen, stillevens met bloemen en zelfs enkele zeer geslaagde etsen.
De meeste van zijn werken zijn in de familie gebleven en hangen her en der verspreid in de provincie Limburg. Enkele zijn verkocht aan kunstgalerijen of privépersonen in Europa.